# Mondego
Der Mondego ist ein Fluss in Portugal. Er ist 234 km lang und der längste Fluss, der ausschließlich durch Portugal fließt. Er entspringt in 1425 m Höhe in der Serra da Estrela und mündet bei Figueira da Foz in den Atlantik. An seiner Quelle trägt er den Namen Mondeguinho („kleiner Mondego“). In römischer Zeit hieß der Fluss Munda.
Auf seinem Weg von der Quelle zur Mündung fließt er an Manteigas, Celorico da Beira, Penacova, Coimbra und Montemor-o-Velho vorbei. Bei Carregal do Sal, in der Baixo Mondego liegt die Anta Lapa da Orca de Fiães da Telha an seinem Ufer. Seine wichtigsten Nebenflüsse sind auf der rechten Seite der Dão, mit dem er einen künstlichen See bildet, und links der Alva, der Ceira, der Arunca und der Pranto. 
Die Strecke zwischen Penacova und Coimbra ist ideal für Kanuten. Das Tal ist Verbreitungsgebiet der See-Kiefer (Pinus pinaster).

## Kraftwerke und Stauseen
Flussabwärts gesehen wird der Mondego durch die folgenden Kraftwerke aufgestaut:
| Kraftwerk | Betreiber | Max. Leistung (MW) | Stausee  | Oberfläche (km²) | Volumen (Mio. m³) |
| --------- | --------- | ------------------ | -------- | ---------------- | ----------------- |
| Aguieira  | EDP       | 336                | Aguieira | 20               | 423               |
| Raiva     | EDP       | 20                 | Raiva    | 2,3              | 24,11             |